# Андрієвка (Совєтський район)
Андрі́євка (рос. Андреевка, марій. Андреевка) — присілок у складі Совєтського району Марій Ел, Росія. Входить до складу Михайловського сільського поселення.

## Населення
Населення — 2 особи (2010; 3 у 2002).
Національний склад (станом на 2002 рік):
- росіяни — 100 %